# Шамбре (Коррез)
Шамбре́ (фр. Chamberet, окс. Chambaret) — коммуна во Франции, находится в регионе Лимузен. Департамент — Коррез. Входит в состав кантона Треньяк. Округ коммуны — Тюль.
Код INSEE коммуны — 19036.
Коммуна расположена приблизительно в 370 км к югу от Парижа, в 50 км юго-восточнее Лиможа, в 36 км к северу от Тюля.

## Население
Население коммуны на 2008 год составляло 1316 человек.
| 1962 | 1968 | 1975 | 1982 | 1990 | 1999 | 2008 |
| ---- | ---- | ---- | ---- | ---- | ---- | ---- |
| 1153 | 1413 | 1415 | 1470 | 1376 | 1304 | 1316 |

## Администрация
| Период | Период | Фамилия        | Партия                              | Примечания               |
| ------ | ------ | -------------- | ----------------------------------- | ------------------------ |
| 1935   | 1965   | Рене Шомей     | Французская коммунистическая партия | мраморщик / каменотёс    |
| 1965   | 2001   | Реймон Нико    |                                     | врач                     |
| 2001   |        | Даниель Шассен | Союз за народное движение           | член генерального совета |

## Экономика
В 2007 году среди 661 человека в трудоспособном возрасте (15-64 лет) 463 были экономически активными, 198 — неактивными (показатель активности — 70,0 %, в 1999 году было 67,2 %). Из 463 активных работали 434 человека (229 мужчин и 205 женщин), безработных было 29 (14 мужчин и 15 женщин). Среди 198 неактивных 21 человек были учениками или студентами, 77 — пенсионерами, 100 были неактивными по другим причинам.

## Достопримечательности
- Усадьба в стиле ренессанс, бывший дом священника (XVI век). Памятник истории с 1992 года[3]
- Замок Фарж (4-я четверть XIX века). Памятник истории с 1991 года[4]